# LaShawn Merritt
LaShawn Merritt, född 27 juni 1986 i Portsmouth i Virginia, är en amerikansk friidrottare (kortdistanslöpare). 
Merritt slog igenom vid junior-VM 2004 då han vann tre guld; 400 meter respektive stafetterna 4 × 100 meter och 4 × 400 meter. Vid inomhus-VM 2006 ingick han i det amerikanska lag som vann guld på 4 × 400 meter. Vid VM i Osaka 2007 tog han silver på den nya personbästatiden 43,96, efter Jeremy Wariner. Merritt ingick även i det amerikanska stafettlag som vann guld på 4 × 400 meter. 
Under 2008 utmanade han på allvar Wariner på 400 meter. Han inledde året med att vinna Golden League-tävlingen i Berlin. Vid Olympiska sommarspelen 2008 i Peking vann han även guld på 400 meter efter att ha noterat ett nytt personligt rekord i finalen på 43,75. Denna tid placerade honom som femma genom alla tider. Han var även med i det amerikanska stafettlag som vann guld på 4 × 400 meter. Han avslutade året med att vinna IAAF World Athletics Final 2008 i Stuttgart, före närmsta konkurrenten Wariner.
Vid VM 2009 i Berlin vann Merritt guld då han åter besegrade landsmannen Wariner i en stor mästerskapsfinal. Han ingick även i stafettlaget på 4 × 400 meter som vann guld. Han avslutade friidrottsåret 2009 med att vinna guld vid IAAF World Athletics Final 2009.
I april 2010 erkände Merrit att han använt medel som gett indikationer på dopning.  Han förklarade dock via sin advokat att han hade använt ett penisförstorande medel utan att känna till att detta innehöll två förbjudna substanser.
Merritt fick sitt straff sänkt vilket gjorde att han fick delta vid VM 2011 i Daegu i friidrott. Väl där slutade han på andra plats bakom Grenadas Kirani James. Han deltog även i det amerikanska stafettlaget på 4 x 400 meter som vann guld.

## Personliga rekord
- 200 meter: 19,98, Carson 20 maj 2007
- 400 meter: 43,75, Peking 21 augusti 2008